# Камуку (язык)
Камуку (Cinda-Regi-Tiyal, Kamuku, Tiyal, Tiyar, Tucipu, Tu’yara, ’Yara) — язык из языковой семьи каинджи, на котором говорит народ камуку в РМУ Бирнин-Гвари штата Кадуна, в РМУ Марига, Рафи, Чанчага штата Нигер в Нигерии.
У камуку есть диалекты куки (тияль, тияр), куру (укуру), маруба, реги (туреги), чинда (джинда, магангара, маджинда, тенгира, учинда). Между диалектами куки, реги, чинда существует взаимопонятность.